# Švýcarsko na Letních olympijských hrách 1924
Švýcarsko se účastnilo Letní olympiády 1924 ve francouzské Paříži. Zastupovalo ho 141 sportovců (136 mužů a 5 žen) v 17 sportech.

## Medailisté
| Medaile | Jméno | Sport                | Soutěž                                     |
| ------- | --- | -------------------- | ------------------------------------------ |
| Zlato   | Alphonse Gemuseus | Jezdectví            | Parkurové skákání – jednotlivci            |
| Zlato   | August Güttinger | Sportovní gymnastika | Muži bradla                                |
| Zlato   | Josef Wilhelm | Sportovní gymnastika | Muži kůň našíř                             |
| Zlato   | Emile Albrecht Walter Lossli Alfred Probst Eugen Sigg Hans Walther | Veslování            | Muži čtyřka s kormidelníkem                |
| Zlato   | Édouard Candeveau Alfred Felber Emil Lachapelle | Veslování            | Muži dvojka s kormidelníkem                |
| Zlato   | Hermann Gehri | Zápas                | muži volný styl do 72 kg                   |
| Zlato   | Fritz Hagmann | Zápas                | muži volný styl nad 79 kg                  |
| Stříbro | Willy Schärer | Atletika             | Muži běh na 1500 m                         |
| Stříbro | Paul Martin | Atletika             | Muži běh na 800 m                          |
| Stříbro | Alphonse Gemuseus Werner Stuber Hans Bühler | Jezdectví            | Parkurové skákání – družstva               |
| Stříbro | Hans Pulver Adolphe Reymond Rudolf Ramseyer Srpna Oberhauser Paul Schmiedlin Aron Pollitz Karl Ehrenbolger Robert Pache Walter Dietrich Max Abegglen Paul Fassler Félix Bédouret Adolphe Mengotti Paul Sturzenegger Edmond Kramer | Fotbal               | Turnaj mužů                                |
| Stříbro | Jean Gutweninger | Sportovní gymnastika | Muži hrazda                                |
| Stříbro | Jean Gutweninger | Sportovní gymnastika | Muži kůň našíř                             |
| Stříbro | Fritz Hünenberger | Vzpírání             | Muži lehkotěžká váha do 82,5 kg            |
| Stříbro | Henri Wernli | Zápas                | muži volný styl nad 97 kg                  |
| Bronz   | Antoine Rebetez | Sportovní gymnastika | Muži kůň našíř                             |
| Bronz   | August Güttinger | Sportovní gymnastika | Muži šplh na laně                          |
| Bronz   | Družstvo mužů | Sportovní gymnastika | Muži                                       |
| Bronz   | Rudolf Bosshard Heinrich Thoma | Veslování            | Muži dvojskif                              |
| Bronz   | Emile Albrecht Alfred Probst Eugen Sigg Hans Walter | Veslování            | Muži Čtyřka bez kormidelníka               |
| Bronz   | Josef Schneider | Veslování            | Muži skif                                  |
| Bronz   | Josias Hartmann | Sportovní střelba    | Muži 50 m libovolná malorážka 60 ran vleže |
| Bronz   | Arthur Reinmann | Vzpírání             | Muži pérová váha do 60 kg                  |
| Bronz   | Otto Müller | Zápas                | muži volný styl do 72 kg                   |
| Bronz   | Charles Courant | Zápas                | muži volný styl do 87 kg                   |